# Belgie na Letních olympijských hrách 1980
Belgie se účastnila Letní olympiády 1980 v Moskvě. Zastupovalo ji 59 sportovců (43 mužů a 16 žen) v 10 sportech.

## Medailisté
| Medaile | Jméno               | Sport | Soutěž        |
| ------- | ------------------- | ----- | ------------- |
| Zlato   | Robert Van de Walle | Judo  | Muži do 95 kg |